# 華盛頓鎮區 (密蘇里州傑克遜縣)
華盛頓鎮區（英語：Washington Township）是位於美國密蘇里州傑克遜縣的一個行政鎮區。

## 地方資料
華盛頓鎮區的面積為131.65平方千米，當中陸地面積為128.27平方千米，而水域面積為3.37平方千米。根據2020年美國人口普查的數據，當地共有人口70790人，而人口密度為每平方千米537.71人。